# Charles III av Storbritannien
Charles III, född Charles Philip Arthur George den 14 november 1948 på Buckingham Palace i London, är Storbritanniens kung (statschef), Engelska kyrkans högsta beskyddare (engelska: Supreme Governor) samt Samväldets symboliska överhuvud (engelska: Head of the Commonwealth).
Charles är äldste son till drottning Elizabeth II och prins Philip, hertig av Edinburgh. Vid Elizabeths tillträde som Storbritanniens drottning 1952, blev den dåvarande prins Charles tronföljare. I egenskap av tronföljare bar han titlarna hertig av Cornwall, hertig av Rothesay, earl av Chester och Carrick, samt baron av Renfrew. 1958 tilldelades han också titeln prins av Wales, vilken av tradition ges till tronföljaren.
Han var gift med framlidna Diana Spencer från 1981 till 1996 då parets skilsmässa vann laga kraft. Tillsammans har de två söner, nämligen William, prins av Wales och prins Harry, hertig av Sussex. Sedan 2005 är Charles gift med Camilla av Storbritannien.
Charles blev kung den 8 september 2022 vid en ålder av 73 år och blev därmed den äldsta personen i brittisk historia att bli Storbritanniens monark. Han kröntes tillsammans med sin hustru Camilla, den 6 maj 2023 i Westminster Abbey.

## Uppväxt

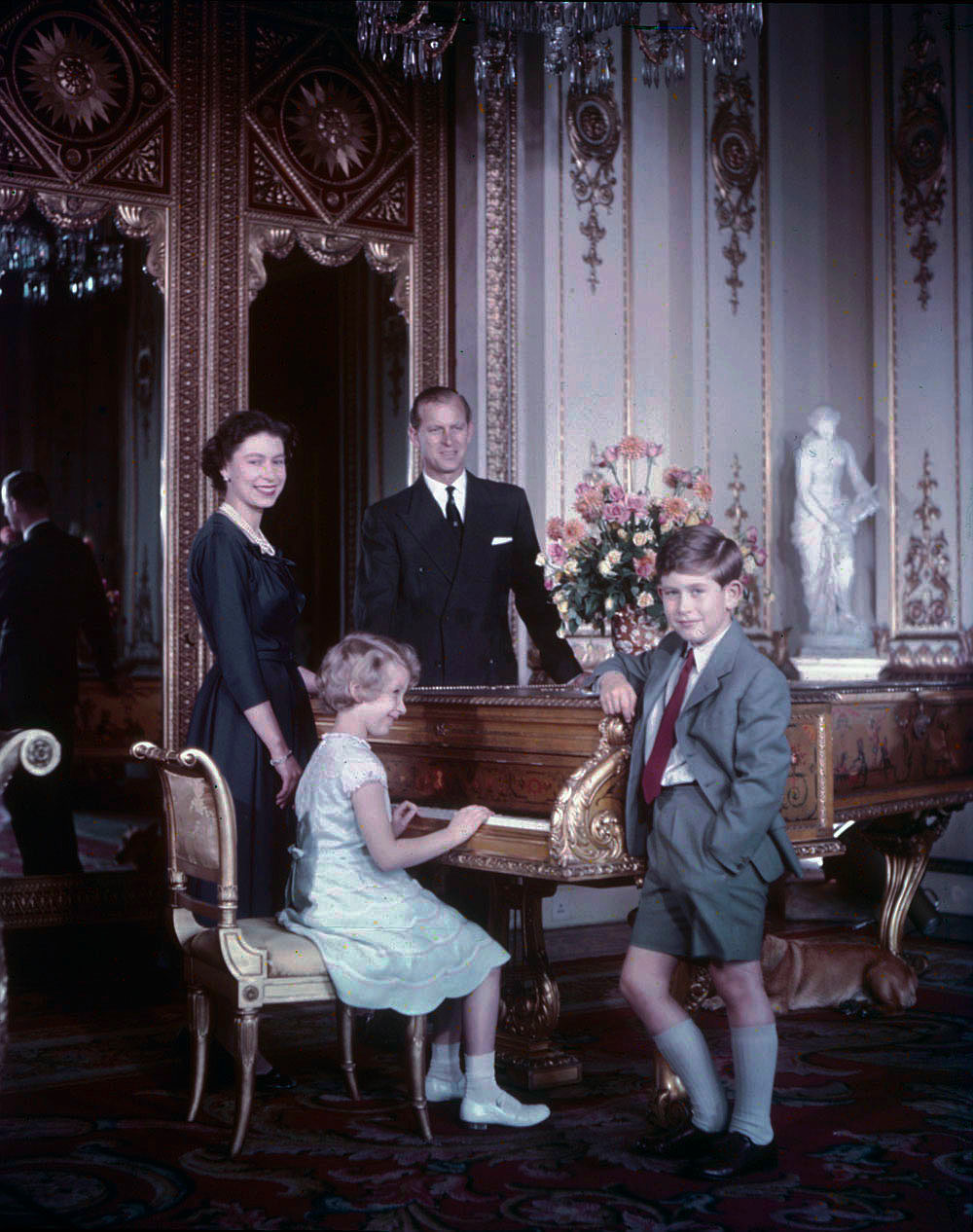
Porträtt från 1957 med prins Charles, systern prinsessan Anne och föräldrarna, drottning Elizabeth II och prins Philip, hertig av Edinburgh.

Charles föddes klockan 22:14 den 14 november 1948 på Buckingham Palace, som är beläget i stadsdelen Westminster i London. Hans mor var då tronföljare såsom äldsta dotter till kung Georg VI och drottning Elizabeth.
En knapp vecka före Charles födelse tillkännagav hans morfar, kung Georg VI, att prinsessan Elizabeths barn skulle vara prinsar och prinsessor från födseln. Den nyfödde Charles titulerades därför "prins Charles av Edinburgh", efter fadern, hertigen av Edinburgh. År 1952 blev hans mor regerande drottning under namnet Elizabeth II, vilket innebar att den unge prinsen då per automatik som manlig tronföljare blev hertig av Cornwall. Han blev samtidigt hertig av Rothesay i Skottland samt Earl of Carrick, Baron of Renfrew, Lord of the Isles och Prince and Great Steward of Scotland.
Charles gick i de två internatskolor som hans far studerat vid – Cheam School i grevskapet Hampshire och Gordonstoun School i Skottland. Därefter fortsatte studierna vid Trinity College i Cambridge, en termin i Australien och även vid universitetet i Aberystwyth i Wales, där han studerade med avsikt att lära sig det walesiska språket kymriska.

## Prins av Wales
Prins Charles utnämndes till prins av Wales och earl av Chester 1958, men själva installationen ägde rum först 1 juli 1969 i en statsceremoni på slottet Caernarfon i norra Wales. Ceremonin byggdes upp kring ett stort antal historiska symboler, exempelvis är slottet födelseplats för den förste prinsen av Wales, Edvard II av England. Som tecken på Charles furstliga ställning överlämnade drottning Elizabeth II furstendömet Wales krona, svärd, mantel, guldring och stav.
Till följd av ökade nationalistiska strömningar var installationsceremonin kontroversiell i Wales. Av respekt för Wales egenart som en fristående nation hade prisen under föregående år studerat walesiska och Wales historia vid University College of Wales i Aberystwyth. Charles höll därför även en del av sitt installationstal på walesiska, och lovade bland att engagera sig i furstendömet så långt som möjligt. Trots det väckte installationen av den nye prinsen ytterligare protester, inför ceremonin stals ett flertal brittiska unionsflaggor, och strax efter ceremonin skedde två bombdåd vid vilka en polisman dödades.

### Officiella uppdrag
Som prins av Wales utförde Charles många officiella uppdrag för drottningens räkning. 1970 besökte han Bermuda för att uppmärksamma parlamentet under Bermudas 350-årsjubileum och samma år representerade han drottningen vid självständighetsfirandet i Fiji. Han medverkade även vid firanden i Bahamas 1973, Papa Nya Guinea 1975, Zimbabwe 1980 och Brunei 1984.

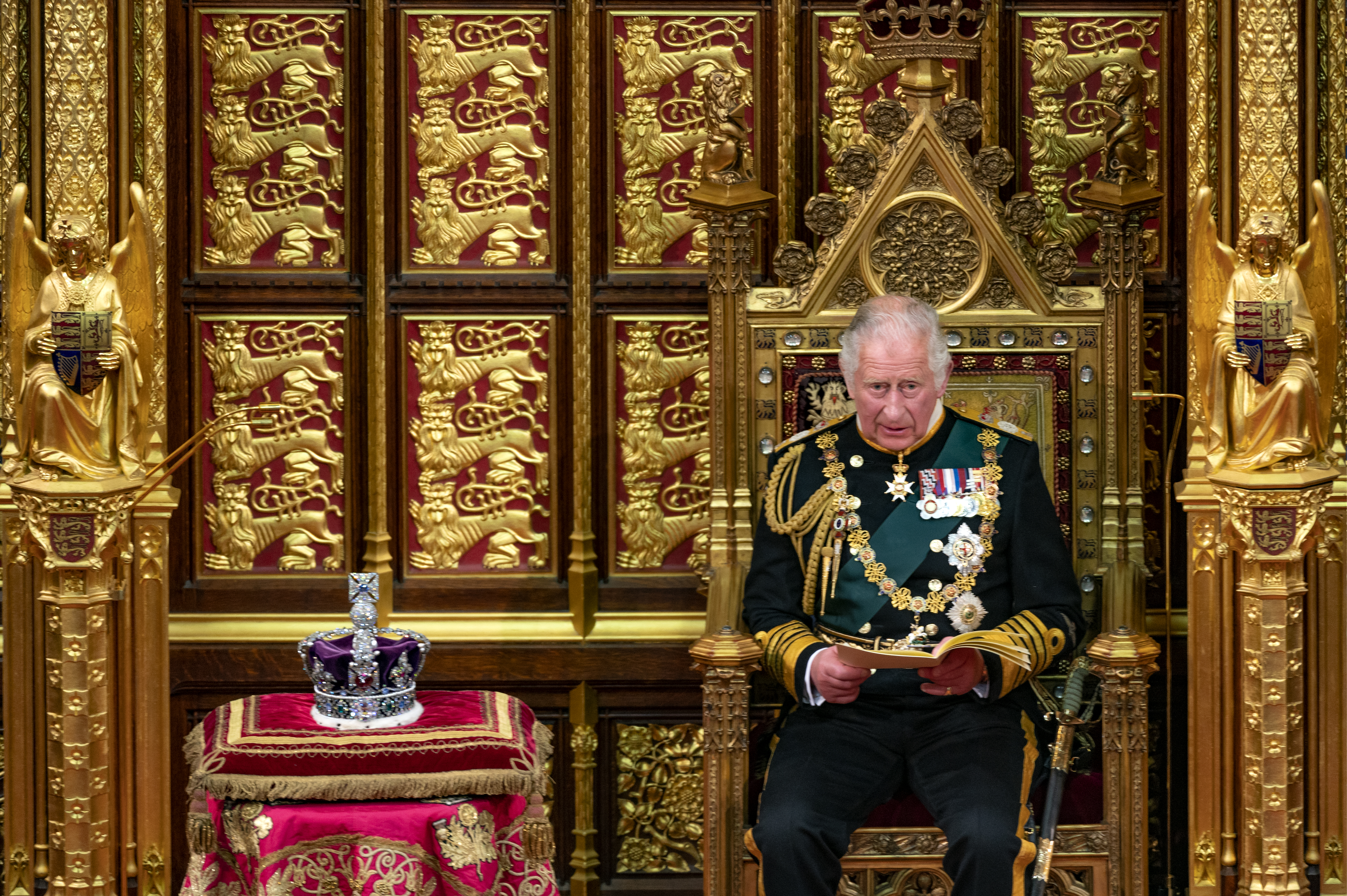
Charles håller drottningens tal vid öppnandet av det brittiska parlamentet i maj 2022.

1995 blev Charles den första medlemmen i den brittiska kungafamiljen att göra ett officiellt besök i republiken Irland. 1997 representerade Charles drottningen vid överlämnandet av Hongkong, under vilket han läste drottningens tal. 
I maj 2015 genomförde Charles och Camilla sin första gemensamma resa till Irland.
Den 7 mars 2019 höll drottning Elizabeth ett event på Buckingham Palace för att fira Charles 50-årsjubileum som prins av Wales. I firandet deltog bland annat hertigen och hertiginnan av Cambridge, premiärminister Theresa May och Wales försteminister Mark Drakeford.
I november 2021 deltog Charles i ceremonierna vid Barbados övergång till en parlamentarisk republik, då drottning Elizabeth upphörde att vara landets statschef.
I maj 2022 läste Charles för första gången upp The Queen's Speech, det vill säga regeringsförklaringen, när drottning Elizabeth II av hälsoskäl ej kunde medverka vid det årliga öppnandet av det brittiska parlamentet.

## Kung
Charles blev kung den 8 september 2022 efter drottning Elizabeth II:s död. Han tillträdde tronen vid 73 års ålder och blev därmed den äldsta personen som blivit regent i Storbritannien; det tidigare rekordet hölls av kung Vilhelm IV som var 64 år när han blev kung år 1830.

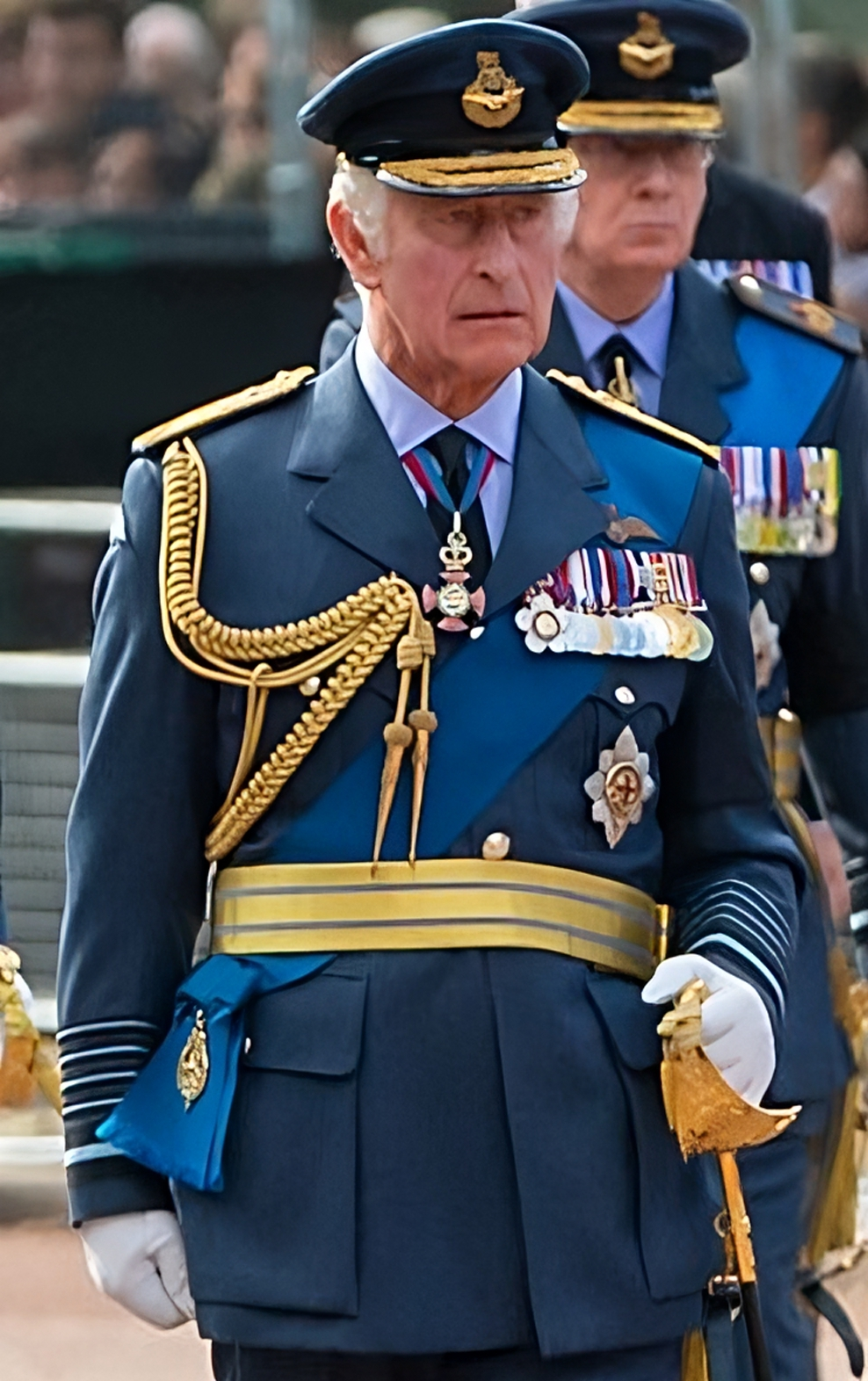
Kung Charles III i processionen mot Westminsterpalatset, sex dagar efter drottning Elizabeth II:s död.

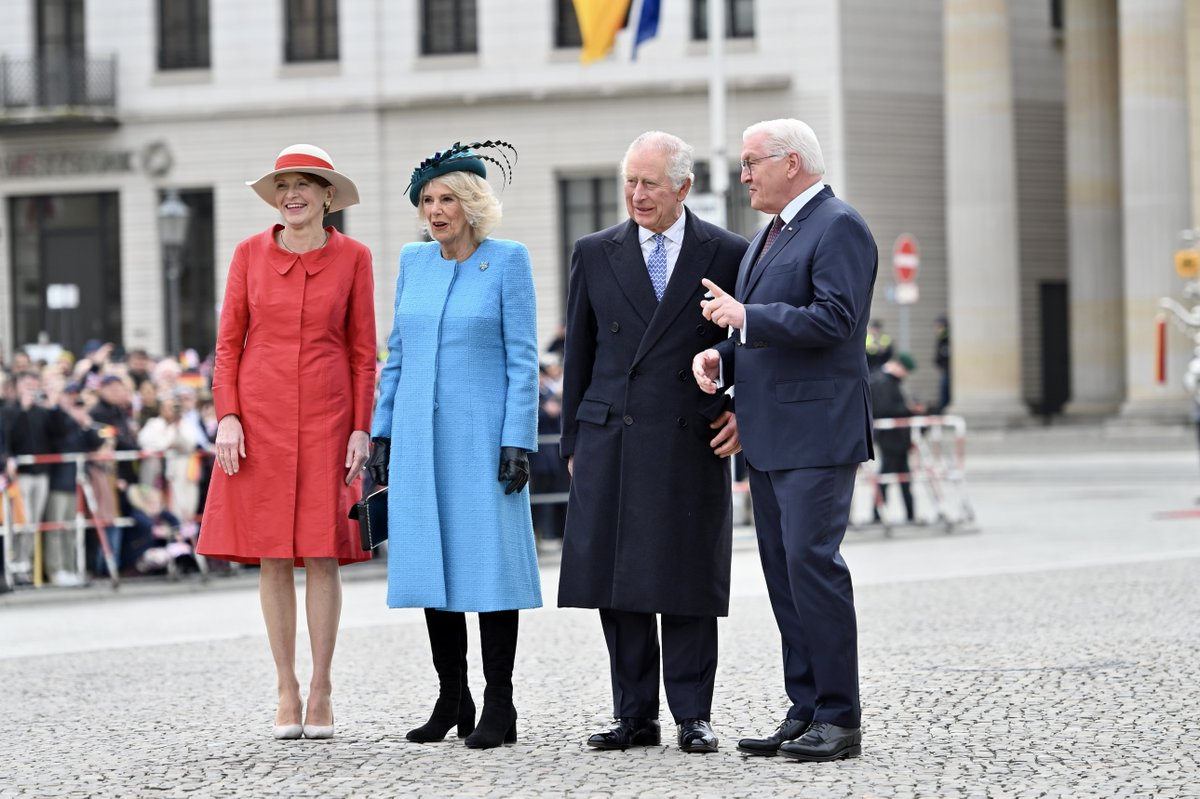
Kung Charles tillsammans med Tysklands president Frank-Walter Steinmeier under sitt första statsbesök.

Den 9 september höll Charles sitt första tal som regent, i vilket han bland annat sörjde sin avlidna mor, Elizabeth II. Den 10 september blev Charles offentligt proklamerad som kung i en ceremoni som för första gången någonsin sändes på TV. Bland de deltagande i ceremonin fanns prins William, premiärminister Liz Truss och de tidigare premiärministrarna John Major, Tony Blair, Gordon Brown, David Cameron, Theresa May och Boris Johnson.
Den 25 oktober 2022 tillträdde Rishi Sunak som Storbritanniens premiärminister och han blev därmed den förste att få uppdrag att bilda regering av kung Charles.
Den 29 mars 2023 anlände kung Charles till Tysklands huvudstad Berlin för sitt första statsbesök som regent. Charles blev den första brittiska monarken att tala i den tyska förbundsdagen.
Charles mötte USA:s president Joe Biden på Windsor Castle den 10 juli 2023, vilket var den första gången de möttes sedan Charles kröning.

### Kröning

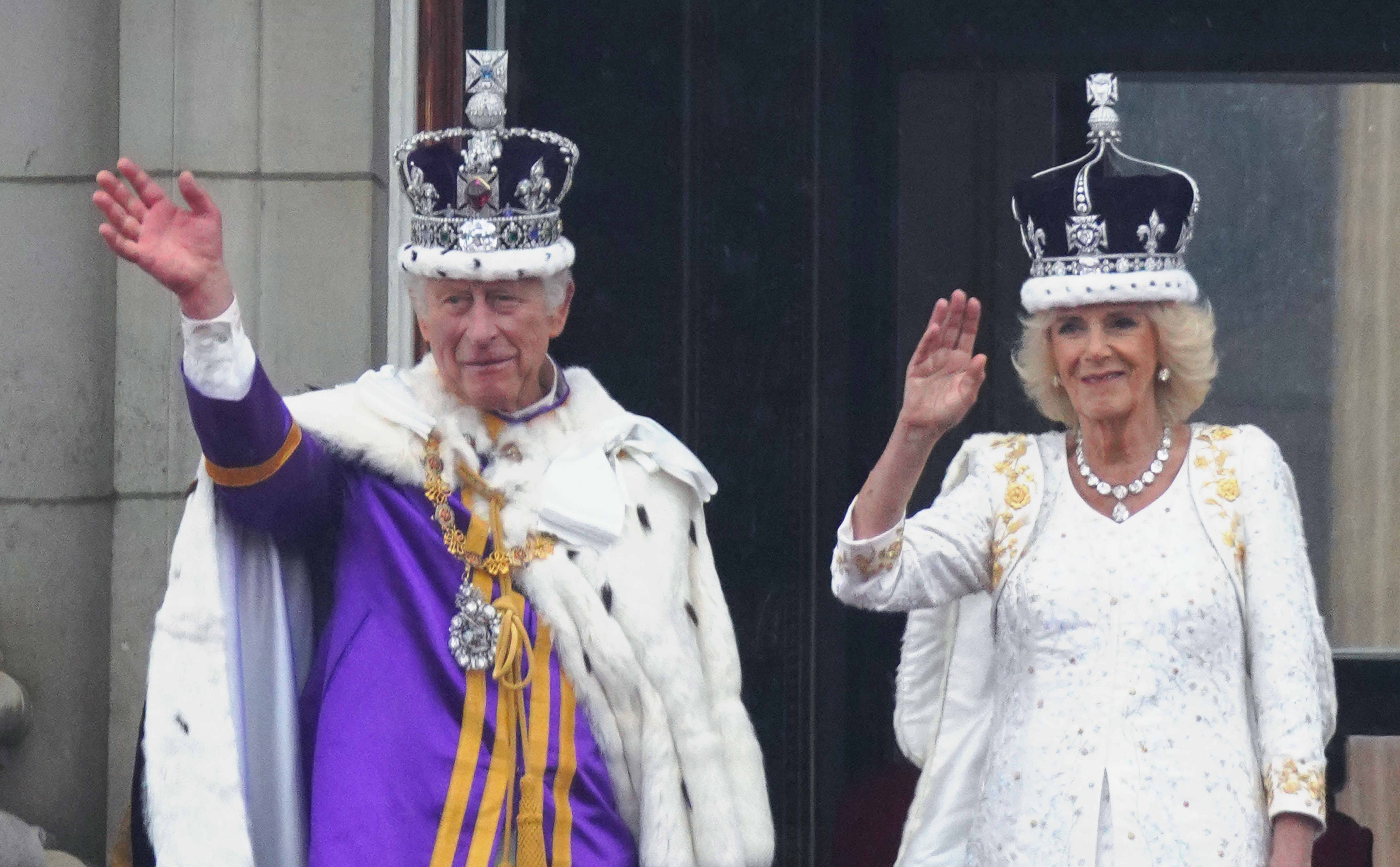
Kung Charles och Camilla från balkongen på Buckingham Palace efter kröningen, 6 maj 2023.

Kung Charles och hans gemål Camilla kröntes i Westminster Abbey den 6 maj 2023. Kröningen leddes av ärkebiskopen av Canterbury, Justin Welby. Planerna för Charles kröning hade funnits i många år under namnet Operation Golden Orb.

## Militär karriär

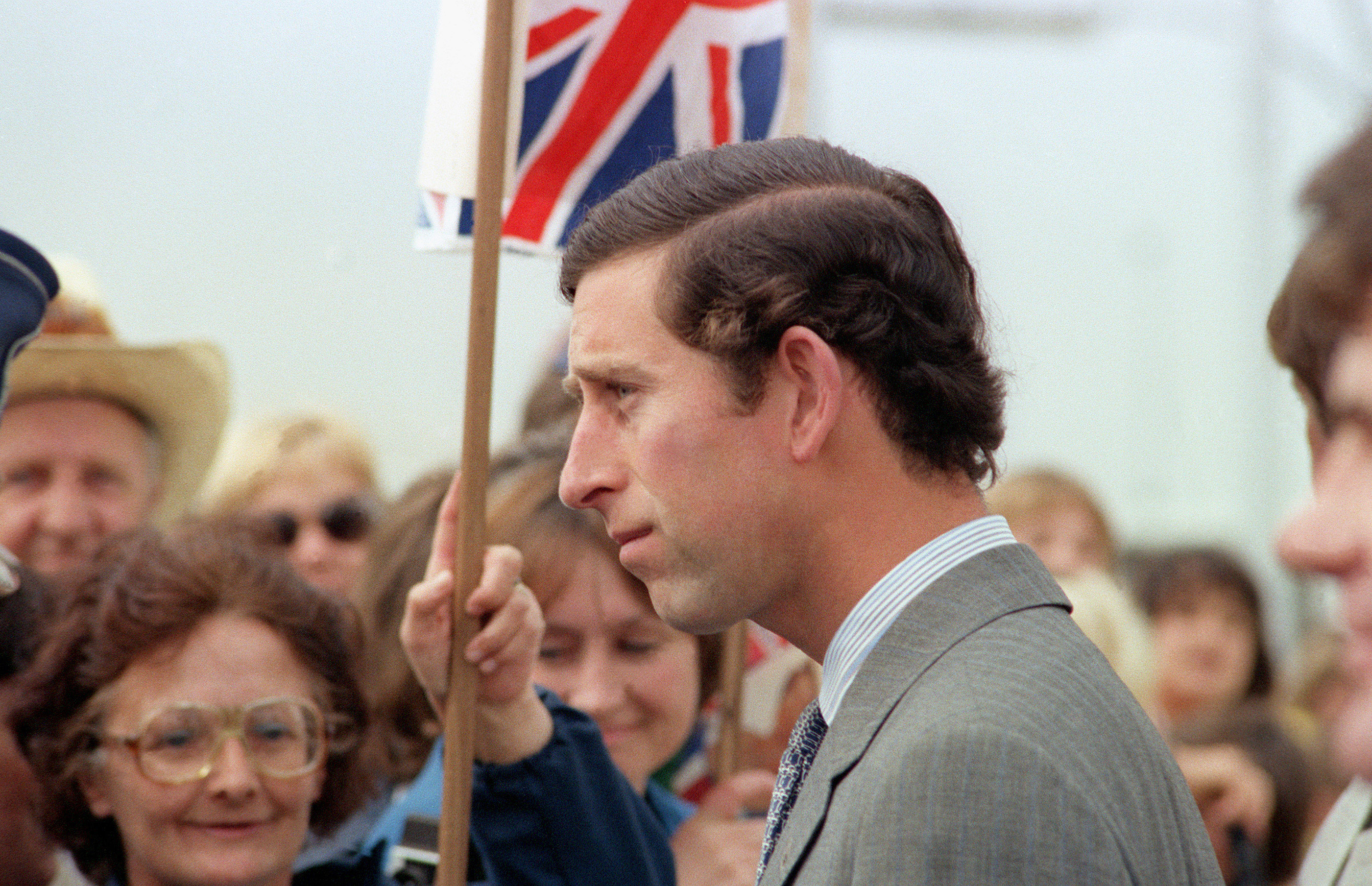
Prins Charles anländer till Andrews Air Force Base i USA (1981).

Charles tjänstgjorde fem år i Storbritanniens flotta i början av 1970-talet.
- 1971–1972: HMS Norfolk
- 1972–1973: HMS Minerva
- 1974: HMS Jupiter
- 1974–1975: Helikopterpilotutbildning på RNAS Yeovilton
- 1975: Pilot med 845 NAS på HMS Hermes
- 1976: Befälhavare för HMS Bronington

Sedan 2012 innehar Charles såsom en hedersbetygelse den högsta graden inom varje gren av den brittiska krigsmakten, således är han Admiral of the Fleet (motsvarande storamiral) i flottan, fältmarskalk i armén och Marshal of the Royal Air Force i flygvapnet. Utnämningarna var en belöning för hans stöd till sin mor i hennes egenskap av högste befälhavare.

## Residens
Kung Charles officiella residens i London är Clarence House, ett kungligt residens längs The Mall i direkt anslutning till Saint James's Palace. Huset ritades av arkitekt John Nash och uppfördes 1825–1827 för den dåvarande Hertigen av Clarence, senare Vilhelm IV av Storbritannien. Det är andra gången som Charles bor i huset, då det var hans föräldrars officiella residens från deras bröllop 1947 tills familjen flyttade in i Buckingham Palace 1953. Därefter användes Clarence House av drottning Elizabeth, drottningmodern, 1953–2002. Charles och Camilla flyttade in 2005, efter att huset genomgått omfattande renoveringar.
Under sitt äktenskap med prinsessan Diana var Charles och familjens officiella bostad Kensington Palace, med Highgrove House i Gloucestershire som lantställe. Efter skilsmässan flyttade prinsen till Saint James's Palace, medan Diana fortsatte att bo i Kensington Palace.
Utöver Highgrove House äger Charles även en lantegendom i Skottland, nämligen Birkhall på slottet Balmorals ägor, som han ärvt av sin mormor. Han äger också fastigheter i Wales (Llwynywermod, inköpt 2007) och på Scillyöarna (Tamarisk House).

## Intressen
Charles är intresserad av jakt, hästar och ridning. Han är även en publicerad författare av böcker om konst och han målar, framför allt akvareller. Han har haft utställningar där flera av hans tavlor har sålts, även om hans position vanligen innebär att hans inkomster av dessa försäljningar går till välgörande ändamål.

### Välgörenhet

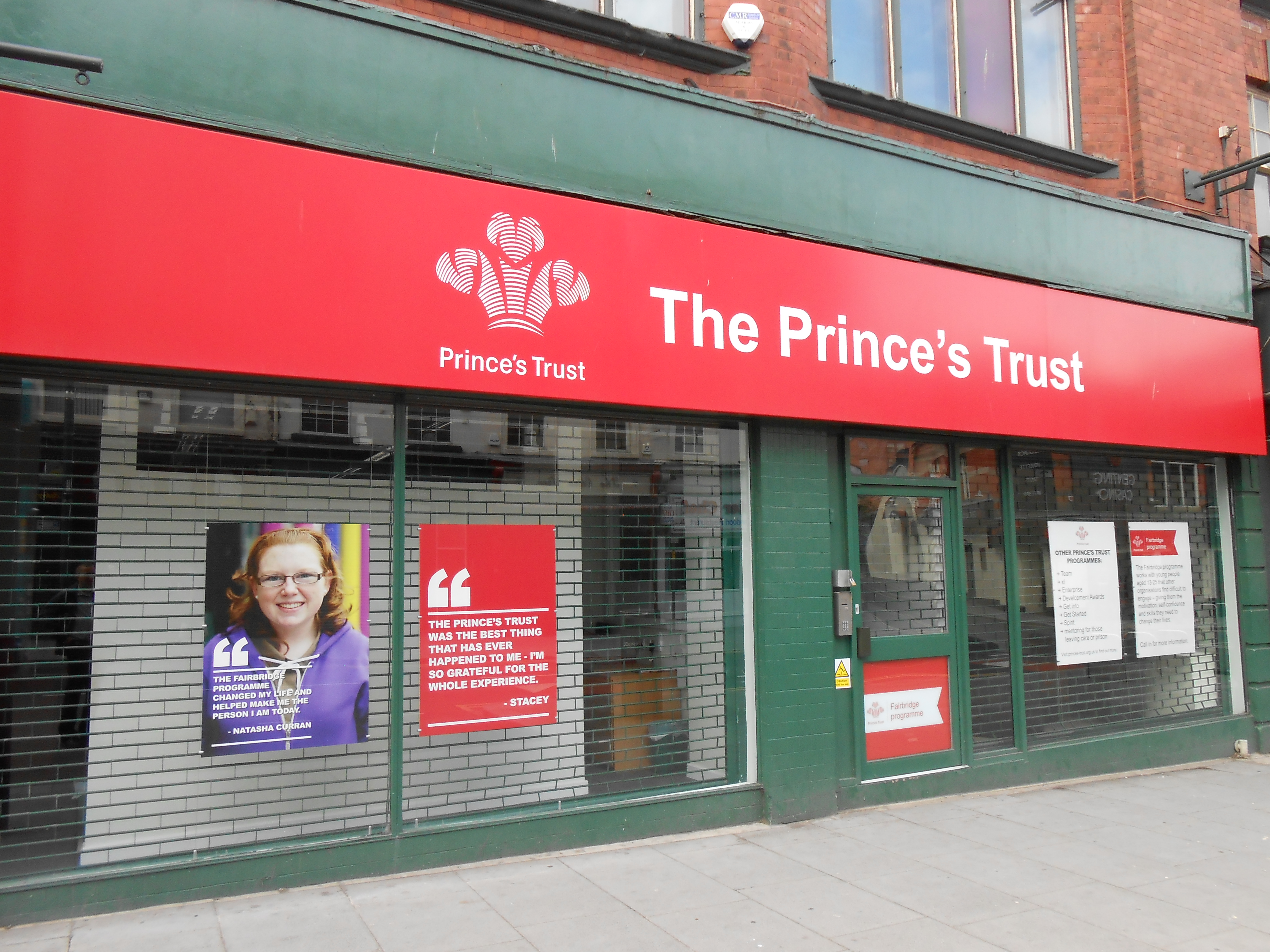
The Prince's Trust centre i Liverpool, 2013.

Han har grundat stiftelsen Prince's Trust som är en välgörenhetsorganisation. Stiftelsen sägs ha hjälpt tusentals unga människor från fattiga stadsdelar med att få utbildning och arbete, och samlar bland annat in pengar genom välgörenhetskonserter med såväl pop- och rockmusiker som klassiska musiker. Kung Charles verksamhet i stiftelsen har gjort honom överraskande populär bland vänsterpolitiker.

### Miljö
Kungen engagerar sig i miljöfrågor, arkitektur och förnyelse av stadsdelar. Han genomför utvecklingsprojekt i stadsdelen Poundbury i Dorchester för att göra verklighet av sina idéer om arkitektur och stadsplanering. Han har publicerat boken A Vision of Britain: A Personal View of Architecture (1989).
Kung Charles både odlar och förespråkar ekologisk mat, men det väckte visst löje när han erkände att han ibland pratar med sina krukväxter. Kungen arbetar också aktivt för att bevara och utveckla landsbygden. Ett av de mer profilerade exemplen på detta var då han tog initiativet till grundandet av Pub is The Hub, en organisation med syfte att genom den lokala puben skapa ett centrum för lokal service.
Charles har sedan 1970-talet varit en förespråkare för miljömedvetenhet. Vid en ålder av 21 år höll Charles ett tal om miljöfrågor. Han har nyttjat solpaneler vid hans tidigare residens som prins av Wales, Clarence House, samt använt elbilar.
2021 talade Charles i BBC om miljöfrågor och att han undviker fisk och kött vissa dagar i veckan. 2022 kom uppgifter om att kungen äter en fruktsallad som frukost och undviker att äta lunch. I oktober 2022 kom det fram att premiärminister Liz Truss hade avrått kungen att delta i COP27, ett råd han följde.

### Sport
Från Charles ungdom till 1992 tävlade han i hästpolo. Han spelade delvis ända fram till år 2005, bland annat för välgörenhet. Han deltog även i rävjakt fram tills att det förbjöds i Storbritannien år 2005.

### Religion och filosofi

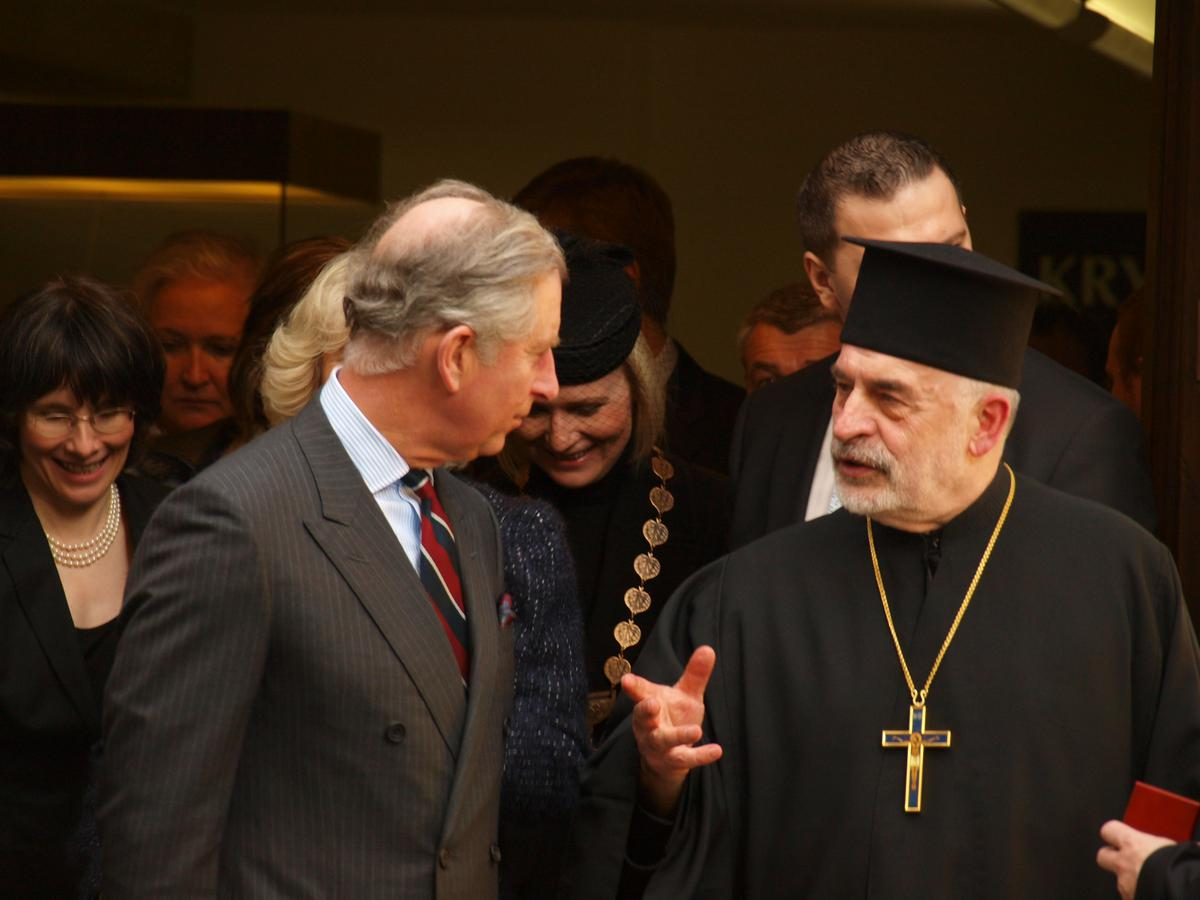
Charles i samtal med en ortodox präst vid ett besök i Tjeckien, 2010.

Kung Charles är den Engelska kyrkans högsta beskyddare samt medlem av den Skotska kyrkan. Han konfirmerades av ärkebiskopen i Canterbury påsken 1965 i St. George´s Chapel, Windsor.

## Privatliv

### Äktenskap
| Prins Charles var gift med Diana Spencer mellan 1981 och 1996 och är gift med Camilla av Storbritannien sedan 2005. |  | Prins Charles var gift med Diana Spencer mellan 1981 och 1996 och är gift med Camilla av Storbritannien sedan 2005. |
| Prins Charles var gift med Diana Spencer mellan 1981 och 1996 och är gift med Camilla av Storbritannien sedan 2005. |  | |

#### Diana Spencer
Den 24 februari 1981 förlovade sig Charles och Diana Spencer. Den 29 juli samma år vigdes de i Sankt Paulskatedralen i London inför 3 500 inbjudna gäster och uppskattningsvis 750 miljoner TV-tittare. Alla regerande monarker i Europa närvarade, utom Juan Carlos av Spanien (som valde att inte närvara eftersom smekmånaden skulle innehålla en övernattning i det omdiskuterade Gibraltar), och även de flesta av Europas republikanska statsöverhuvuden. Greklands president var inte där, eftersom den grekiska exilkungen Konstantin II, en nära släkting och vän till prins Charles, hade kallats "Hans Majestät Hellenernas Konung" i inbjudan, vilket irriterade grekiska republikaner. Inte heller Irlands president närvarade, på grund av problemen i Nordirland.

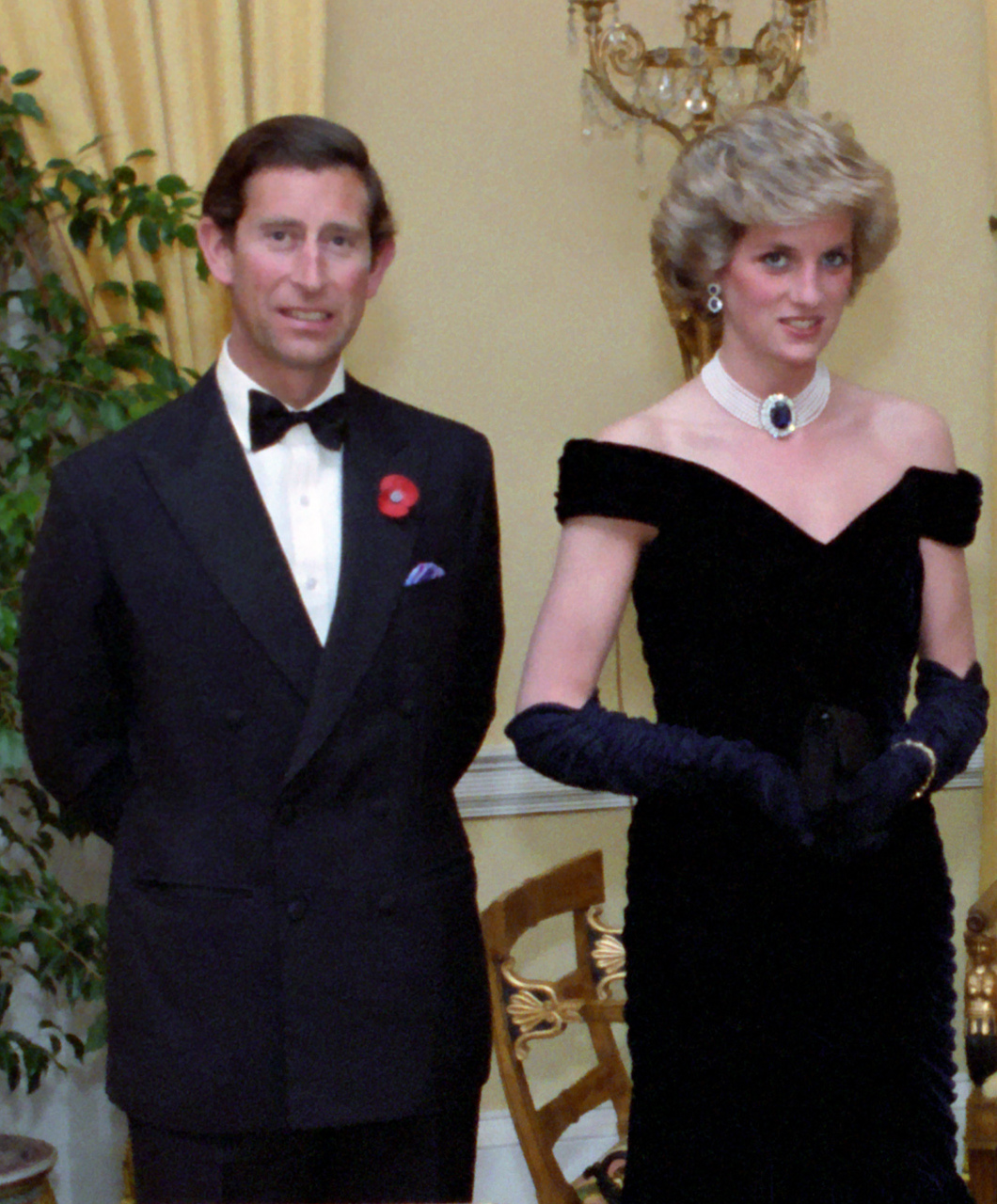
Prinsparet av Wales Charles och Diana i vita huset, 1985.

Genom äktenskapet fick Diana titeln "prinsessa av Wales" (Princess of Wales) och tilltalet "hennes kungliga höghet" (Her Royal Highness). Paret bosatte sig på Highgrove House i Gloucestershire och Kensington Palace i London. De fick två barn tillsammans.
I slutet av 1980-talet separerade Charles och Diana, inofficiellt. Den 9 december 1992 blev separationen officiell och tillkännagavs av Storbritanniens premiärminister John Major i underhuset. Den formella skilsmässan vann laga kraft 28 augusti 1996. Diana omkom i en bilolycka i Paris 31 augusti 1997.

#### Camilla Parker Bowles

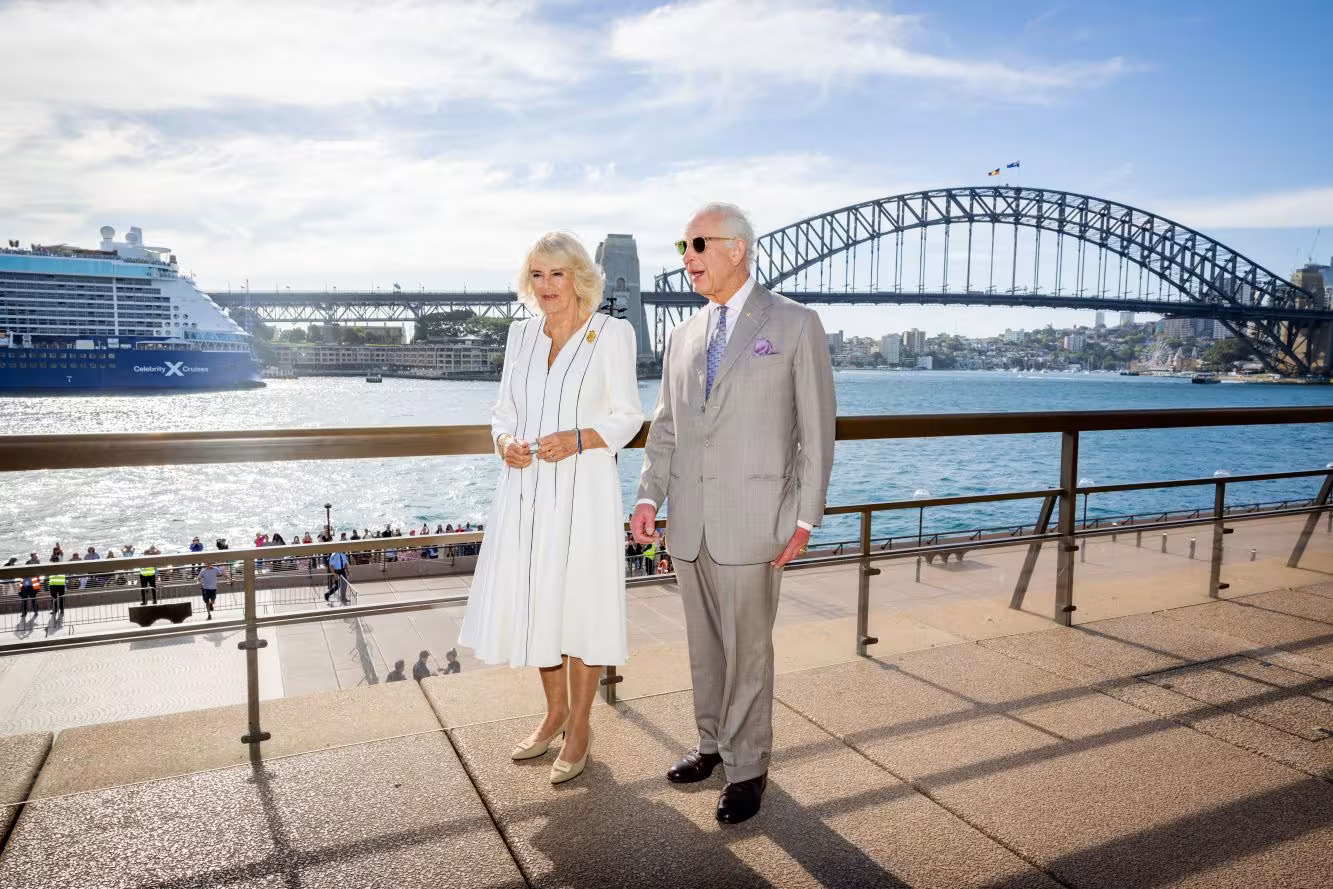
Kungaparet i Sydney, 2024.

Den 9 april 2005 gifte sig Charles för andra gången, den här gången med Camilla Parker Bowles. Efter en borgerlig vigsel i stadshuset i Windsor följde sedan en välsignelsegudstjänst i St. George's Chapel på slottet Windsor.
Hovet meddelade inför vigseln att Charles andra hustru skulle tituleras "hertiginna av Cornwall" (Duchess of Cornwall), snarare än prinsessa av Wales. Talespersoner för paret förde också fram att hon senare, när Charles tillträtt som kung, skulle tituleras "hennes kungliga höghet prinsessgemålen" (Her Royal Highness The Princess Consort) snarare än drottning".
I ett uttalande våren 2022 angav drottning Elizabeth att det var "hennes innerliga önskan" att Camilla skulle tituleras som Queen Consort, det vill säga drottning, dock som kungens gemål. När drottning Elizabeths död sedan meddelades ett halvår senare, var det också den titulatur som användes om Camilla. I samband med att Charles och Camilla kröntes till kung och drottning har dock hovet övergått till enbart titeln drottning (Queen).

### Barn och barnbarn
Charles III har två barn tillsammans med Diana Spencer, och fem barnbarn. Samtliga ingår i den brittiska tronföljden.
1. Prins William, prins av Wales (född 1982)
  1. Prins George av Wales ( född 2013)
  2. Prinsessan Charlotte av Wales (född 2015)
  3. Prins Louis av Wales (född 2018)
2. Prins Henry, hertig av Sussex (född 1984)
  1. Prins Archie av Sussex (född 2019)
  2. Prinsessan Lilibet av Sussex (född 2021)

Charles och Camilla har inga gemensamma barn. Däremot har drottningen två barn från ett tidigare äktenskap.

## Titlar, ordnar och utmärkelser

### Officiell titel
Charles officiella titel är "Hans majestät konungen" (His Majesty the King). Den långa titeln som brittiskt statsöverhuvud är "Hans Majestät Charles den tredje, av Guds nåde Förenade Konungariket Storbritannien och Nordirlands och Hans övriga rikens och territoriers Kung, Samväldets överhuvud, Trons försvarare" (His Majesty Charles the Third, by the Grace of God, of the United Kingdom of Great Britain and Northern Ireland and of His other Realms and Territories King, Head of the Commonwealth, Defender of the Faith).
Hans tidigare titel brukade förkortas till "Hans Kunglig Höghet Prinsen av Wales" (His Royal Highness The Prince of Wales), utom i Skottland där han titulerades "Hans Kunglig Höghet Hertigen av Rothesay" (His Royal Highness The Duke of Rothesay). Hans fullständiga titel användes sällan – den lyder (på engelska):
| ” | His Royal Highness The Prince Charles Philip Arthur George, Prince of Wales and Earl of Chester, Duke of Cornwall, Duke of Rothesay, Earl of Carrick, Baron of Renfrew, Lord of the Isles, Prince and Great Steward of Scotland, Knight Companion of the Most Noble Order of the Garter, Knight of the Most Ancient and Most Noble Order of the Thistle, Great Master and First and Principal Knight Grand Cross of the Most Honourable Order of the Bath, Member of the Order of Merit, Knight of the Order of Australia, Member of the Queen's Service Order, Lord of Her Majesty's Most Honourable Privy Council, Aide-de-Camp to Her Majesty. | „ |

### Ordnar
| - Strumpebandsorden (1958) - Tistelorden (1977) - Bathorden (1975) - Förtjänstorden (2002) - Order of Australia (1981) - Order of Canada (2017) - Queen's Service Order (1983) | - Finlands vita ros (1969) - Krysantemumorden (1971) - Kronorden (1972) - Elefantorden (1974) - Serafimerorden (1975) - Sankt Olavs Orden (1978) - Hederslegionen (1982) - Oranien-Nassauorden (1982) - Karl III:s orden (1986) - Avizorden (1993) - Laila Utama familjeorden (1996) - Aztekiska Örnorden (2015) - Ordre du Mérite agricole (2017) | - Admiral of the Fleet (2012) - Hederskommendör för brittiska hangarfartyg (2019-) - Fältmarskalk (2012) - Överste à la suite för Welsh Guards (1975-) - Hedersöverste för Parachute Regiment (1977-) - Hedersöverste för Royal Gurkha Rifles (1992-) - Marshal of the Royal Air Force (2012) - Hederschef för RAF Valley (1993-) - Viceamiral i Kanadas flotta (2009) - Generallöjtnant i Kanadas armé (2009) - Generallöjtnant i Kanadas flygvapen (2009) |  |

## Anfäder
|                     |  |  |  |  |  |  |  |                           |  |  |  |  |  |  |  |                                          |  |  |  |  |  |  |  |                                                              |  |  |  |  |  |  |  | 16. Kung Kristian IX av Danmark (även far till 25.)              |
|                     |  |  |  |  |  |  |  |                           |  |  |  |  |  |  |  |                                          |  |  |  |  |  |  |  |                                                              |  |  |  |  |  |  |  |                                                                  |
|                     |  |  |  |  |  |  |  |                           |  |  |  |  |  |  |  |                                          |  |  |  |  |  |  |  | 8. Kung Georg I av Grekland                                  |  |  |  |  |  |  |  |                                                                  |
|                     |  |  |  |  |  |  |  |                           |  |  |  |  |  |  |  |                                          |  |  |  |  |  |  |  |                                                              |  |  |  |  |  |  |  |                                                                  |
|                     |  |  |  |  |  |  |  |                           |  |  |  |  |  |  |  |                                          |  |  |  |  |  |  |  |                                                              |  |  |  |  |  |  |  | 17. Louise av Hessen-Kassel (även mor till 25.)                  |
|                     |  |  |  |  |  |  |  |                           |  |  |  |  |  |  |  |                                          |  |  |  |  |  |  |  |                                                              |  |  |  |  |  |  |  |                                                                  |
|                     |  |  |  |  |  |  |  |                           |  |  |  |  |  |  |  | 4. Prins Andreas av Grekland och Danmark |  |  |  |  |  |  |  |                                                              |  |  |  |  |  |  |  |                                                                  |
|                     |  |  |  |  |  |  |  |                           |  |  |  |  |  |  |  |                                          |  |  |  |  |  |  |  |                                                              |  |  |  |  |  |  |  |                                                                  |
|                     |  |  |  |  |  |  |  |                           |  |  |  |  |  |  |  |                                          |  |  |  |  |  |  |  |                                                              |  |  |  |  |  |  |  | 18. Storfurst Konstantin Nikolajevitj av Ryssland                |
|                     |  |  |  |  |  |  |  |                           |  |  |  |  |  |  |  |                                          |  |  |  |  |  |  |  |                                                              |  |  |  |  |  |  |  |                                                                  |
|                     |  |  |  |  |  |  |  |                           |  |  |  |  |  |  |  |                                          |  |  |  |  |  |  |  | 9. Olga Konstantinovna av Ryssland                           |  |  |  |  |  |  |  |                                                                  |
|                     |  |  |  |  |  |  |  |                           |  |  |  |  |  |  |  |                                          |  |  |  |  |  |  |  |                                                              |  |  |  |  |  |  |  |                                                                  |
|                     |  |  |  |  |  |  |  |                           |  |  |  |  |  |  |  |                                          |  |  |  |  |  |  |  |                                                              |  |  |  |  |  |  |  | 19. Alexandra av Sachsen-Altenburg                               |
|                     |  |  |  |  |  |  |  |                           |  |  |  |  |  |  |  |                                          |  |  |  |  |  |  |  |                                                              |  |  |  |  |  |  |  |                                                                  |
|                     |  |  |  |  |  |  |  | 2. Prins Philip           |  |  |  |  |  |  |  |                                          |  |  |  |  |  |  |  |                                                              |  |  |  |  |  |  |  |                                                                  |
|                     |  |  |  |  |  |  |  |                           |  |  |  |  |  |  |  |                                          |  |  |  |  |  |  |  |                                                              |  |  |  |  |  |  |  |                                                                  |
|                     |  |  |  |  |  |  |  |                           |  |  |  |  |  |  |  |                                          |  |  |  |  |  |  |  |                                                              |  |  |  |  |  |  |  | 20. Prins Alexander av Hessen-Darmstadt                          |
|                     |  |  |  |  |  |  |  |                           |  |  |  |  |  |  |  |                                          |  |  |  |  |  |  |  |                                                              |  |  |  |  |  |  |  |                                                                  |
|                     |  |  |  |  |  |  |  |                           |  |  |  |  |  |  |  |                                          |  |  |  |  |  |  |  | 10. Prins Louis av Battenberg                                |  |  |  |  |  |  |  |                                                                  |
|                     |  |  |  |  |  |  |  |                           |  |  |  |  |  |  |  |                                          |  |  |  |  |  |  |  |                                                              |  |  |  |  |  |  |  |                                                                  |
|                     |  |  |  |  |  |  |  |                           |  |  |  |  |  |  |  |                                          |  |  |  |  |  |  |  |                                                              |  |  |  |  |  |  |  | 21. Julia Hauke                                                  |
|                     |  |  |  |  |  |  |  |                           |  |  |  |  |  |  |  |                                          |  |  |  |  |  |  |  |                                                              |  |  |  |  |  |  |  |                                                                  |
|                     |  |  |  |  |  |  |  |                           |  |  |  |  |  |  |  | 5. Prinsessan Alice av Battenberg        |  |  |  |  |  |  |  |                                                              |  |  |  |  |  |  |  |                                                                  |
|                     |  |  |  |  |  |  |  |                           |  |  |  |  |  |  |  |                                          |  |  |  |  |  |  |  |                                                              |  |  |  |  |  |  |  |                                                                  |
|                     |  |  |  |  |  |  |  |                           |  |  |  |  |  |  |  |                                          |  |  |  |  |  |  |  |                                                              |  |  |  |  |  |  |  | 22. Storhertig Ludvig IV av Hessen-Darmstadt                     |
|                     |  |  |  |  |  |  |  |                           |  |  |  |  |  |  |  |                                          |  |  |  |  |  |  |  |                                                              |  |  |  |  |  |  |  |                                                                  |
|                     |  |  |  |  |  |  |  |                           |  |  |  |  |  |  |  |                                          |  |  |  |  |  |  |  | 11. Prinsessan Viktoria av Hessen-Darmstadt                  |  |  |  |  |  |  |  |                                                                  |
|                     |  |  |  |  |  |  |  |                           |  |  |  |  |  |  |  |                                          |  |  |  |  |  |  |  |                                                              |  |  |  |  |  |  |  |                                                                  |
|                     |  |  |  |  |  |  |  |                           |  |  |  |  |  |  |  |                                          |  |  |  |  |  |  |  |                                                              |  |  |  |  |  |  |  | 23. Alice av Storbritannien (syster till 24.)                    |
|                     |  |  |  |  |  |  |  |                           |  |  |  |  |  |  |  |                                          |  |  |  |  |  |  |  |                                                              |  |  |  |  |  |  |  |                                                                  |
| 1. Kung Charles III |  |  |  |  |  |  |  |                           |  |  |  |  |  |  |  |                                          |  |  |  |  |  |  |  |                                                              |  |  |  |  |  |  |  |                                                                  |
|                     |  |  |  |  |  |  |  |                           |  |  |  |  |  |  |  |                                          |  |  |  |  |  |  |  |                                                              |  |  |  |  |  |  |  | 24. Kung Edvard VII (bror till 23.)                              |
|                     |  |  |  |  |  |  |  |                           |  |  |  |  |  |  |  |                                          |  |  |  |  |  |  |  |                                                              |  |  |  |  |  |  |  |                                                                  |
|                     |  |  |  |  |  |  |  |                           |  |  |  |  |  |  |  |                                          |  |  |  |  |  |  |  | 12. Kung Georg V                                             |  |  |  |  |  |  |  |                                                                  |
|                     |  |  |  |  |  |  |  |                           |  |  |  |  |  |  |  |                                          |  |  |  |  |  |  |  |                                                              |  |  |  |  |  |  |  |                                                                  |
|                     |  |  |  |  |  |  |  |                           |  |  |  |  |  |  |  |                                          |  |  |  |  |  |  |  |                                                              |  |  |  |  |  |  |  | 25. Alexandra av Danmark (syster till 8., dotter till 16. & 17.) |
|                     |  |  |  |  |  |  |  |                           |  |  |  |  |  |  |  |                                          |  |  |  |  |  |  |  |                                                              |  |  |  |  |  |  |  |                                                                  |
|                     |  |  |  |  |  |  |  |                           |  |  |  |  |  |  |  | 6. Kung Georg VI                         |  |  |  |  |  |  |  |                                                              |  |  |  |  |  |  |  |                                                                  |
|                     |  |  |  |  |  |  |  |                           |  |  |  |  |  |  |  |                                          |  |  |  |  |  |  |  |                                                              |  |  |  |  |  |  |  |                                                                  |
|                     |  |  |  |  |  |  |  |                           |  |  |  |  |  |  |  |                                          |  |  |  |  |  |  |  |                                                              |  |  |  |  |  |  |  | 26. Franz, hertig av Teck                                        |
|                     |  |  |  |  |  |  |  |                           |  |  |  |  |  |  |  |                                          |  |  |  |  |  |  |  |                                                              |  |  |  |  |  |  |  |                                                                  |
|                     |  |  |  |  |  |  |  |                           |  |  |  |  |  |  |  |                                          |  |  |  |  |  |  |  | 13. Mary av Teck                                             |  |  |  |  |  |  |  |                                                                  |
|                     |  |  |  |  |  |  |  |                           |  |  |  |  |  |  |  |                                          |  |  |  |  |  |  |  |                                                              |  |  |  |  |  |  |  |                                                                  |
|                     |  |  |  |  |  |  |  |                           |  |  |  |  |  |  |  |                                          |  |  |  |  |  |  |  |                                                              |  |  |  |  |  |  |  | 27. Prinsessan Mary Adelaide av Cambridge                        |
|                     |  |  |  |  |  |  |  |                           |  |  |  |  |  |  |  |                                          |  |  |  |  |  |  |  |                                                              |  |  |  |  |  |  |  |                                                                  |
|                     |  |  |  |  |  |  |  | 3. Drottning Elizabeth II |  |  |  |  |  |  |  |                                          |  |  |  |  |  |  |  |                                                              |  |  |  |  |  |  |  |                                                                  |
|                     |  |  |  |  |  |  |  |                           |  |  |  |  |  |  |  |                                          |  |  |  |  |  |  |  |                                                              |  |  |  |  |  |  |  |                                                                  |
|                     |  |  |  |  |  |  |  |                           |  |  |  |  |  |  |  |                                          |  |  |  |  |  |  |  |                                                              |  |  |  |  |  |  |  | 28. Claude Bowes-Lyon, 13:e earl av Strathmore och Kinghorne     |
|                     |  |  |  |  |  |  |  |                           |  |  |  |  |  |  |  |                                          |  |  |  |  |  |  |  |                                                              |  |  |  |  |  |  |  |                                                                  |
|                     |  |  |  |  |  |  |  |                           |  |  |  |  |  |  |  |                                          |  |  |  |  |  |  |  | 14. Claude Bowes-Lyon, 14:e earl av Strathmore och Kinghorne |  |  |  |  |  |  |  |                                                                  |
|                     |  |  |  |  |  |  |  |                           |  |  |  |  |  |  |  |                                          |  |  |  |  |  |  |  |                                                              |  |  |  |  |  |  |  |                                                                  |
|                     |  |  |  |  |  |  |  |                           |  |  |  |  |  |  |  |                                          |  |  |  |  |  |  |  |                                                              |  |  |  |  |  |  |  | 29. Frances Dora Smith                                           |
|                     |  |  |  |  |  |  |  |                           |  |  |  |  |  |  |  |                                          |  |  |  |  |  |  |  |                                                              |  |  |  |  |  |  |  |                                                                  |
|                     |  |  |  |  |  |  |  |                           |  |  |  |  |  |  |  | 7. Elizabeth Bowes-Lyon                  |  |  |  |  |  |  |  |                                                              |  |  |  |  |  |  |  |                                                                  |
|                     |  |  |  |  |  |  |  |                           |  |  |  |  |  |  |  |                                          |  |  |  |  |  |  |  |                                                              |  |  |  |  |  |  |  |                                                                  |
|                     |  |  |  |  |  |  |  |                           |  |  |  |  |  |  |  |                                          |  |  |  |  |  |  |  |                                                              |  |  |  |  |  |  |  | 30. Charles Cavendish-Bentinck, biskop                           |
|                     |  |  |  |  |  |  |  |                           |  |  |  |  |  |  |  |                                          |  |  |  |  |  |  |  |                                                              |  |  |  |  |  |  |  |                                                                  |
|                     |  |  |  |  |  |  |  |                           |  |  |  |  |  |  |  |                                          |  |  |  |  |  |  |  | 15. Nina Cecilia Cavendish Bentinck                          |  |  |  |  |  |  |  |                                                                  |
|                     |  |  |  |  |  |  |  |                           |  |  |  |  |  |  |  |                                          |  |  |  |  |  |  |  |                                                              |  |  |  |  |  |  |  |                                                                  |
|                     |  |  |  |  |  |  |  |                           |  |  |  |  |  |  |  |                                          |  |  |  |  |  |  |  |                                                              |  |  |  |  |  |  |  | 31. Caroline Burnaby                                             |
|                     |  |  |  |  |  |  |  |                           |  |  |  |  |  |  |  |                                          |  |  |  |  |  |  |  |                                                              |  |  |  |  |  |  |  |                                                                  |